# Tiszakécske
Tiszakécske – miasto na Węgrzech, w komitacie Bács-Kiskun, w powiecie Kecskemét.